# كريس هانتينغتون
كريس هانتينغتون (بالإنجليزية: Chris Huntington)‏ هو مجدف أمريكي، ولد في 22 سبتمبر 1960 في بيثيسدا في الولايات المتحدة.

## وصلات خارجية
- كريس هانتينغتون على موقع الاتحاد الدولي للتجديف (الإنجليزية)
- كريس هانتينغتون على موقع أوليمبيديا (الإنجليزية)